# Alburquerque
|  | No s'ha de confondre amb Albuquerque. |

Alburquerque és un municipi de la província de Badajoz, a la comunitat autònoma d'Extremadura. El nom d'Alburquerque té dues probables etimologies: d'origen llatí (Albus querqus, 'alzina blanca'); o d'origen àrab (Abu-al-Qurq, 'país de sureres'). És un topònim molt estès per Amèrica i Filipines. Sent especial la relació d'agermanament que existeix amb la ciutat nord-americana d'Albuquerque, amb successius contactes entre ambdues.

## Història
La vila d'Alburquerque conserva un ric llegat històric, fonamentalment de l'edat mitjana, tot i que estudis arqueològics daten el seu origen com a població important en època àrab, o fins i tot anterior, en els anys de la dominació romana d'Hispània.

### Edat mitjana
Els monuments més característics que s'hi conserven són els de l'edat mitjana. El seu centre històric està coronat per l'inexpugnable Castell de Luna (el conestable Álvaro de Luna y Jarana en va ser un dels seus propietaris); existeix una muralla que l'envolta en la seva major part; o el barri gòtic-jueu, anomenat Villa Adentro, en el que es conserven nombroses cases amb llindes ogivals construïdes abans de l'expulsió dels jueus d'Espanya el 1492.

### Guerres amb Portugal
La història d'Alburquerque està lligada a les guerres amb el Regne de Portugal, pel que la seva població, en l'antiguitat, va estar sotmesa als esdeveniments de les successives conteses. Va tenir períodes de despoblament, d'anorreament i de mortaldat masculina. Tot i així es va repoblar successivament al llarg dels anys, i amb nous repoblaments s'establia una comunitat estable i enfortida.

### Conquesta americana
En l'època de la colonització d'Amèrica i Filipines, molts alburquerquenys van participar en la conquesta, amb diferent sort. Alguns pocs d'ells van tornar enriquits, però la majoria no van tornar. Segons Navarro del Castillo, Alburquerque contribuïa amb 96 persones a la conquesta americana i filipina. En la conquesta i refundació de Caracas assistia un tal Juan Castaño, qui a més havia participat en la fundació de les ciutats veneçolanes d'El Tocuyo i La Borburata. D'altra banda, en la conquesta del Perú va participar el famós capità Juan Ruiz de Arce, qui a més va escriure una crònica dels fets esdevinguts durant la captura de l'Inca Atahualpa i la descripció del llarg viatge que els soldats de Francisco Pizarro van fer des de Cajamarca fins a Cuzco.

## Personatges cèlebres
- Isabel Gemio (periodista).
- Luis Landero (escriptor).